# 12 Boötis
12 Boötis (d Boötis) é uma estrela na direção da Boötes. Possui uma ascensão reta de 14h 10m 23.95s e uma declinação de +25° 05′ 30.6″. Sua magnitude aparente é igual a 4.82. Considerando sua distância de 120 anos-luz em relação à Terra, sua magnitude absoluta é igual a 2.00. Pertence à classe espectral F9IVw.